# WAAS
Wide Area Augmentation System er et SBAS system som har til formål at forbedre præcision og integritet ved GPS-systemet. WAAS blev udviklet i USA af luftfartsmyndighederne (Federal Aviation Administration, FAA) og transportministeriet (Department of Transportation, DOT).
Systemet blev sat i drift i 2003.